# Pellenes modicus
Pellenes modicus är en spindelart som beskrevs av Wesolowska, Russel-Smith 2000. Pellenes modicus ingår i släktet Pellenes och familjen hoppspindlar. Inga underarter finns listade i Catalogue of Life.